# Charles Plumet
Charles Plumet (Cirey-sur-Vezouze, 17 maggio 1861 – Parigi, 15 aprile 1928) è stato un architetto, decoratore e ceramista francese.

## Biografia

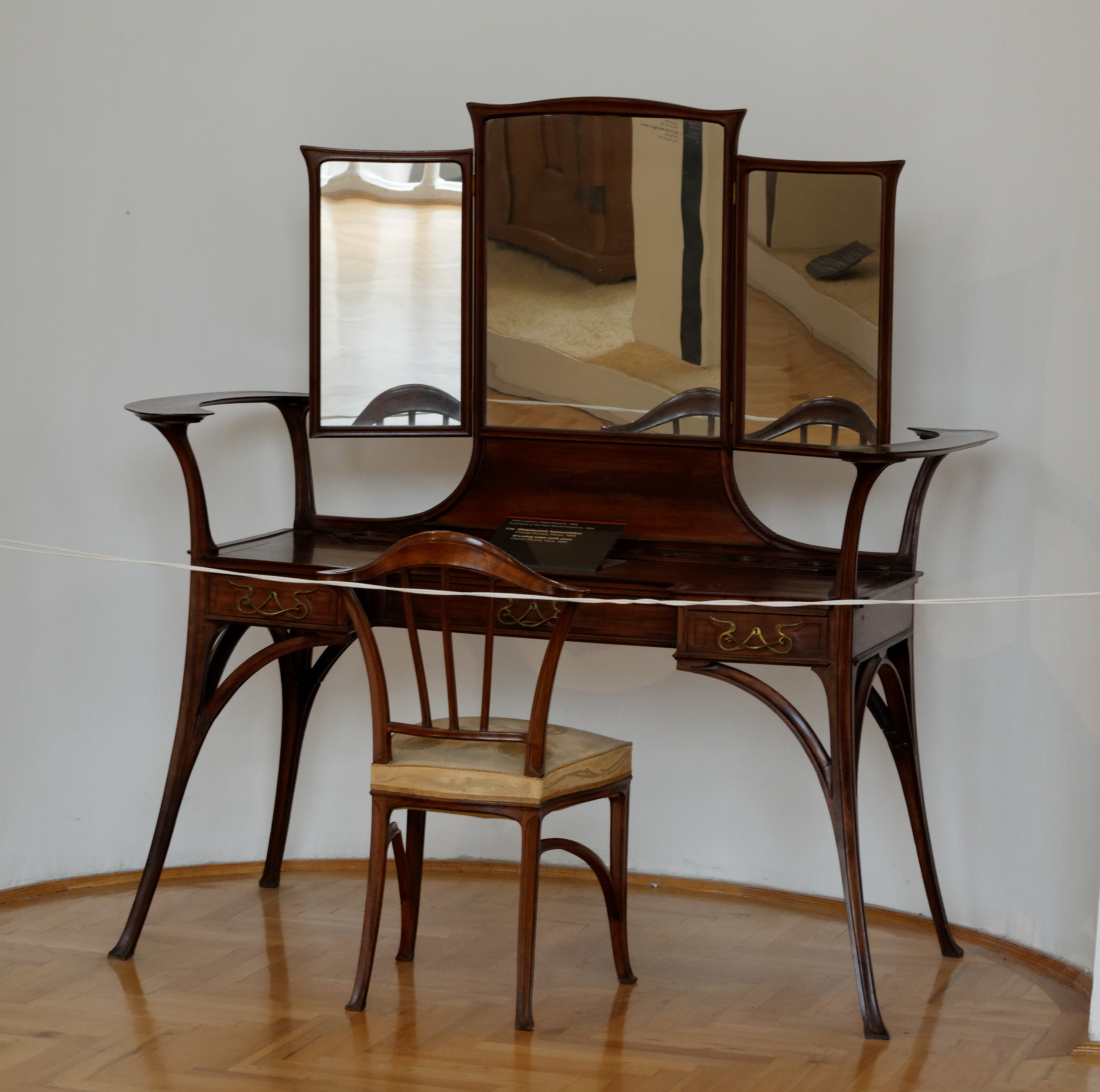
Toeletta con sedia Charles Plumet (1896)

Charles Plumet è, con Tony Selmersheim, uno dei fondatori nel 1896 del 'Gruppo dei cinque' assieme, tra gli altri, ad Alexandre Charpentier, poi divenuto 'L'Art dans Tout', e che ha contribuito allo sviluppo del movimento rinnovatore chiamato Art Nouveau.
Ceramista e decoratore, allestì numerosi negozi a Parigi, consegnò ville private e creò diversi condomini.
Nel 1925 fu nominato capo architetto della mostra Arti Decorative, dove non sempre le sue idee concordarono con quelle di Le Corbusier.
È stato a lungo considerato il leader dell'Art Nouveau parigina.
Nominato Cavaliere della Legion d'onore nel 1900, venne promosso ufficiale nel 1912, e infine comandante nel 1926.
L'Art Nouveau influenzò notevolmente le opere di Plumet nei primi decenni del Novecento, in particolar modo la casa dell'Avenue Victor Hugo al numero 39, nella quale l'architetto cercò di coniugare la semplicità delle linee con elementi decorativi scolpiti.
Tra le altre sue opere significative si possono menzionare la Cour des métiers e le torri presentate in occasione dell'esposizione internazionale di Arti decorative parigine nel 1925, che rispettarono sempre il suo stile innovativo, che non apprezzava molto l'architettura ispirata al paesaggio.

## Opere
- 36, rue de Tocqueville, Parigi (1897);
- 39, avenue Victor Hugo, Parigi (1905);
- 50, avenue Victor Hugo, Parigi (1901). Il Dapper Museum era nel cortile;
- 21, rue Octave-Feuillet, Parigi (1908);
- 31-33, rue du Louvre, Maison Reifenberg e Cie (1914);
- 10, rue d'Aboukir, Maison Reifenberg e Cie a Parigi (1914). Officine, uffici e negozi di tessuti;
- 3-7 rue Raffet, Parigi (1929).